# 珀勒什凯
珀勒什凯，是匈牙利佐洛州所辖的一个村，总面积45.23平方公里，总人口890，人口密度19.7人/平方公里（2010年1月1日）。